# Echipa națională de baschet a Georgiei
Echipa națională de baschet masculin a Georgiei (Georgian: საქართველოს ეროვნული საკალათბურთო ნაკრები) reprezintă țara Georgia în concursurile internaționale de baschet. Aceasta se află sub controlul Federației Georgiene de Baschet (GBF), care a fost stabilită la 4 iunie 1991, după ce Georgia a devenit independentă față de Uniunea Sovietică. Țara este membru FIBA din 1992. Primul joc oficial a fost disputat împotriva Poloniei în 1995.
Echipa a debutat în Campionatul European de Baschet în 2011. S-a calificat pentru următoarele trei turnee în 2013, 2015 și 2017 .

## Istorie

### Epoca sovietică
Până în 1991, Georgia a făcut parte din Uniunea Sovietică și jucătorii născuți în Georgia au jucat pentru Echipa Națională de Baschet a Uniunii Sovietice. Jucători născut în Georgia, care au jucat pentru Uniunea Sovietică și au câștigat medalii la Jocurile Olimpice, FIBA World Cup și EuroBasket, sunt: Nodar Dzhordzhikiya, Otar Korkia, Guram Minashvili, Vladimer Ugrekhelidze, Levan Moseshvili, Zurab Sakandelidze și Mihail Korkia.

### Independența Georgiei
După obținerea independenței față de Uniunea Sovietică, în mai multe rânduri Echipa Națională a Georgiei a încercat fără succes să se califice la EuroBaschet.
Echipa a jucat, de asemenea, în EuroBaschet Divizia B de trei ori și a promovat în 2009 , după ce a învins Belarusul în play-off. După extinderea EuroBaschet, în 2011, de la 16 la 24 de echipe, Georgia, s-a calificat la competiție pentru prima dată, și de atunci au jucat la fiecare turneu.
Echipa a jucat cinci meciuri în Grupa D. A câștigat meciuri împotriva Belgiei și Ucrainei, și a pierdut trei meciuri, dar a avansat în runda a doua, unde a pierdut toate cele trei meciuri.
După ce a terminat a doua grupa de calificări, Georgia s-a calificat pentru a doua oară la Eurobaschet. După o victorie lejeră 84-67 în meciul de deschidere, contra Poloniei, Georgia a pierdut restul de patru meciuri rămase, și a terminat turneul.  Eurobaschet 2013 a fost singurul turneu, unde Georgia nu a putut câștiga mai mult de un meci.
Georgia s-a calificat la Eurobaschet pentru a treia oară consecutivă în 2014. In grupă, după trei înfrângeri consecutive, Georgia a învins Macedonia 90-75. În ultimul meci Georgienii s-au întâlnit cu una dintre gazde și i-au bătut cu 71-58 , astfel calificându-se în fazele eliminatorii, pentru prima dată, unde au suferit o înfrângere cu 81-85 împotriva Lituaniei, care avea să fie finalistă la acel turneu.
În calificările Eurobaschet 2017, Georgia, a terminat grupa după victoria cu 90-84 asupra Muntenegrului și s-a calificat la  Eurobaschet pentru a patra oară consecutivă.

## Echipa

### Lotul actual
Lotul pentru EuroBasket 2017.
| \| Poz. \| # \| Nume \| Vârsta - Data Nașterii \| Înălțime \| Club \| \| ---- \| -- \| ---------------------- \| ----------------------- \| ------------------- \| --------------------- \| \| PG \| 3 \| Dixon, Michael \| 26 – 1 decembrie 1990 \| 1.86 m (6 ft 1 in) \| AEK Athena \| \| PG \| 4 \| Gamqrelidze, Giorgi \| 31 – 4 februarie 1986 \| 1.83 m (6 ft 0 in) \| Titebi Tbilisi \| \| SG \| 6 \| Boisa, Anatoli \| 33 – 9 septembrie 1983 \| 1.94 m (6 ft 4 in) \| Kutaisi \| \| C \| 7 \| Pachulia, Zaza (C) \| 33 – 10 februarie 1984 \| 2.11 m (6 ft 11 in) \| Golden State Warriors \| \| PG \| 8 \| Tsintsadze, Giorgi \| 31 – 7 februarie 1986 \| 1.92 m (6 ft 4 in) \| Kutaisi \| \| C \| 9 \| Shermadini, Giorgi \| 28 – 2 aprilie 1989 \| 2.16 m (7 ft 1 in) \| MoraBanc Andorra \| \| SF \| 10 \| Sanadze, Duda \| 25 – 25 iulie 1992 \| 1.96 m (6 ft 5 in) \| Primorska \| \| SF \| 11 \| Markoishvili, Manuchar \| 30 – 17 noiembrie 1986 \| 1.97 m (6 ft 6 in) \| Liber de contract \| \| PF \| 17 \| Berishvili, Mikheil \| 30 – 12 aprilie 1987 \| 2.03 m (6 ft 8 in) \| Dinamo Tbilisi \| \| PF \| 23 \| Shengelia, Tornike \| 24 – 5 octombrie 1991 \| 2.07 m (6 ft 9 in) \| Baskonia \| \| C \| 35 \| Bitadze, Goga \| 18 – 20 iulie 1999 \| 2.11 m (6 ft 11 in) \| Mega Bemax \| \| C \| 99 \| Londaridze, Ilia \| 27 – 27 septembrie 1989 \| 2.06 m (6 ft 9 in) \| Dinamo Tbilisi \| | Principal - Ilias Zouros Asistenți - Jurica Golemac - Irakli Khoshtaria - Kote Tugushi Legendă - Club – ultimul club la care a jucat înainte de turneu. - Vârsta – vârsta la 31 august 2017. |                        |                         |                     |                       |
| Poz. | # | Nume                   | Vârsta - Data Nașterii  | Înălțime            | Club                  |
| PG | 3 | Dixon, Michael         | 26 – 1 decembrie 1990   | 1.86 m (6 ft 1 in)  | AEK Athena            |
| PG | 4 | Gamqrelidze, Giorgi    | 31 – 4 februarie 1986   | 1.83 m (6 ft 0 in)  | Titebi Tbilisi        |
| SG | 6 | Boisa, Anatoli         | 33 – 9 septembrie 1983  | 1.94 m (6 ft 4 in)  | Kutaisi               |
| C | 7 | Pachulia, Zaza (C)     | 33 – 10 februarie 1984  | 2.11 m (6 ft 11 in) | Golden State Warriors |
| PG | 8 | Tsintsadze, Giorgi     | 31 – 7 februarie 1986   | 1.92 m (6 ft 4 in)  | Kutaisi               |
| C | 9 | Shermadini, Giorgi     | 28 – 2 aprilie 1989     | 2.16 m (7 ft 1 in)  | MoraBanc Andorra      |
| SF | 10 | Sanadze, Duda          | 25 – 25 iulie 1992      | 1.96 m (6 ft 5 in)  | Primorska             |
| SF | 11 | Markoishvili, Manuchar | 30 – 17 noiembrie 1986  | 1.97 m (6 ft 6 in)  | Liber de contract     |
| PF | 17 | Berishvili, Mikheil    | 30 – 12 aprilie 1987    | 2.03 m (6 ft 8 in)  | Dinamo Tbilisi        |
| PF | 23 | Shengelia, Tornike     | 24 – 5 octombrie 1991   | 2.07 m (6 ft 9 in)  | Baskonia              |
| C | 35 | Bitadze, Goga          | 18 – 20 iulie 1999      | 2.11 m (6 ft 11 in) | Mega Bemax            |
| C | 99 | Londaridze, Ilia       | 27 – 27 septembrie 1989 | 2.06 m (6 ft 9 in)  | Dinamo Tbilisi        |

### Antrenori
| Antrenorul         | Ani       |
| ------------------ | --------- |
| Besik Liparteliani | 1995-1997 |
| Levan Moseshvili   | 1997-1999 |
| Zurab Tomaradze    | 1999-2001 |
| Dražen Brajković   | 2001-2005 |
| Gordon Herbert     | 2005-2007 |
| Ken Scuturi        | 2007-2008 |
| Igor Kokoškov      | 2008-2015 |
| Ilias Zouros       | 2016–     |

## Recorduri în competiții

### Eurobaschet
| EuroBaschet | EuroBaschet               | EuroBaschet               | EuroBaschet               | EuroBaschet               |    | Calificare | Calificare | Calificare |
| An          | Loc                       | Meciuri                   | V                         | Î                         | M  | V          | Î          |            |
| ----------- | ------------------------- | ------------------------- | ------------------------- | ------------------------- | -- | ---------- | ---------- | ---------- |
| 1935-1991   | Parte a Uniunii Sovietice | Parte a Uniunii Sovietice | Parte a Uniunii Sovietice | Parte a Uniunii Sovietice |    |            |            |            |
| 1993        | Nu a participat           | Nu a participat           | Nu a participat           | Nu a participat           |    |            |            |            |
| 1995        | Nu a participat           | Nu a participat           | Nu a participat           | Nu a participat           |    |            |            |            |
| 1997        | Nu s-a calificat          | Nu s-a calificat          | Nu s-a calificat          | Nu s-a calificat          | 15 | 6          | 9          |            |
| 1999        | Nu s-a calificat          | Nu s-a calificat          | Nu s-a calificat          | Nu s-a calificat          | 13 | 2          | 11         |            |
| 2001        | Nu s-a calificat          | Nu s-a calificat          | Nu s-a calificat          | Nu s-a calificat          | 5  | 2          | 3          |            |
| 2003        | Nu s-a calificat          | Nu s-a calificat          | Nu s-a calificat          | Nu s-a calificat          | 11 | 6          | 5          |            |
| 2005        | Divizia B                 | Divizia B                 | Divizia B                 | Divizia B                 | 6  | 4          | 2          |            |
| 2007        | Divizia B                 | Divizia B                 | Divizia B                 | Divizia B                 | 8  | 6          | 2          |            |
| 2009        | Divizia B                 | Divizia B                 | Divizia B                 | Divizia B                 | 10 | 9          | 1          |            |
| 2011        | 11                        | 8                         | 2                         | 6                         | 8  | 5          | 3          |            |
| 2013        | 17                        | 5                         | 1                         | 4                         | 8  | 6          | 2          |            |
| 2015        | 15                        | 6                         | 2                         | 4                         | 6  | 4          | 2          |            |
| 2017        | 17                        | 5                         | 2                         | 3                         | 6  | 5          | 1          |            |
| Total       | Total                     | 24                        | 7                         | 17                        |    |            |            |            |

### Cupa Mondială
| Cupa Mondială | Cupa Mondială | Cupa Mondială | Cupa Mondială | Cupa Mondială | Calificare | Calificare | Calificare |
| An            | Poziția       | Pld           | W             | L             | Pld        | W          | L          |
| ------------- | ------------- | ------------- | ------------- | ------------- | ---------- | ---------- | ---------- |
| 2019          | TBA           | TBA           | TBA           | TBA           |            |            |            |
| 2023          | TBA           | TBA           | TBA           | TBA           |            |            |            |

### Tbilisi City Hall Cup
| Georgia | Meciuri | Victorii | Înfrângeri | Loc |
| ------- | ------- | -------- | ---------- | --- |
| 2010    | 3       | 3        | 0          | 1   |
| 2012    | 3       | 3        | 0          | 1   |
| 2014    | 3       | 3        | 0          | 1   |
| 2015    | 3       | 2        | 1          | 2   |
| 2016    | 3       | 2        | 1          | 2   |
| 2017    | 2       | 2        | 0          | 1   |
| Total   | 17      | 15       | 2          |     |

## Statistici

### Rezultate notabile
| Data       | Tip         | Echipa 1 | Scor  | Echipa 2       |
| ---------- | ----------- | -------- | ----- | -------------- |
| 22.07.2004 | Amical      | Rusia    | 71–87 | [null Georgia] |
| 16.08.2013 | Amical      | Serbia   | 71–75 | [null Georgia] |
| 24.09.2015 | Eurobaschet | Croatia  | 58–71 | [null Georgia] |
| 05.08.2017 | Amical      | Lituania | 70–81 | [null Georgia] |
| 23.08.2017 | Amical      | Grecia   | 71–72 | [null Georgia] |
| 24.08.2017 | Amical      | Serbia   | 66–68 | [null Georgia] |
| 31.08.2017 | Eurobaschet | Lituania | 77–79 | [null Georgia] |